# Rambert Malatesta de San Mauro
Rambert Malatesta de San Mauro fou fill de Joan Malatesta de Chiazzo, i fou consenyor de San Mauro, Monleone, Calbana, Calbanella, Ginestreto, Secchiano i Castiglione. Mort abans del 1430. Va deixar un fill, Joan I Malatesta de San Mauro, i una filla, Antònia.